# Willis Tower
A Willis Tower, korábban Sears Tower, egy 442,1 méter, antennával 527 méter magas, 110 emeletes felhőkarcoló Chicagóban. 1973-as befejezésekor a világ legmagasabb épületének számított. 1996-ban, a Kuala Lumpurban megépített Petronas Tower 1 vette át ezt a címet, viszont az Egyesült Államokban a One World Trade Center után továbbra is a második legmagasabb felhőkarcoló.
Bár 2003-ban a Sears névhasználati joga lejárt, a tornyot ezután is így nevezték. 2009-ben a londoni központú Willis Group Holding Ltd. az épület nagy részét kibérelte, megszerezve ezzel az elnevezési jogot, ezért a Sears Towert 2009. július 16-án Willis Tower névre keresztelték.

## A torony története
A torony terveit Bruce Graham, a Skidmore, Owings and Merrill nevű építészeti vállalat egyik építésze, készítette az 1960-as évek végén. Az építkezés 1970 augusztusában kezdődött. A vezető építész Bruce Graham, a vezető statikus mérnök pedig Fazlur Khan voltak.
A torony tervezett emeleteinek száma meghaladta a 100-at, túlszárnyalva így a New Yorkban még be nem fejezett World Trade Center magasságát. Az épület magasságát a kivitelezés várható nehézségei mellett az Amerikai Egyesült Államok Szövetségi Légügyi Hivatala (FAA) által felállított korlát is befolyásolta, amire azért került sor, hogy védjék a légteret. A Willis Tower egyedüli pénzelője a Sears cég volt, a teljes építkezés 186 millió dollárt emésztett fel. A torony építése 1973 májusában fejeződött be.
A szerkezet kilenc egymáshoz kapcsolódó elemből áll, amik különböző magasságokban fejeződnek be. A torony jellegzetes lépcsőzetes kinézetét is ez adja. Ezen kilenc elem mindegyike tulajdonképpen egy-egy merev acélváz, amit összekapcsoltak a szomszédos elemmel, hogy hatékonyan ellensúlyozza a keresztirányú és gravitációs terhelést. Ezt a fajta forradalmian újnak számító megoldást Khan elsőként alkalmazta, és a módszer lehetővé tette, hogy az alsóbb szinteken található irodák nagy alapterületűek és nyitottak legyenek, a felsőbb emeletek pedig bár kisebbek voltak, helyiségeikből szabad kilátást nyílt a városra. A bérlő kényelmét emelte még, hogy az épületet olyan vázzal is körbe vették a megfelelő emeletek között, hogy azok még inkább gyengítették a nyíróerőket, például a szélét.
1982 februárjában a torony tetejére két antenna került, hogy lehetővé tegye a helyi rádió és televízió adásokat. Ez az épület összmagasságát 520 méterre növelte. 2000. június 5-én a nyugati antennát megtoldották, így az épület elérte az 527 métert.

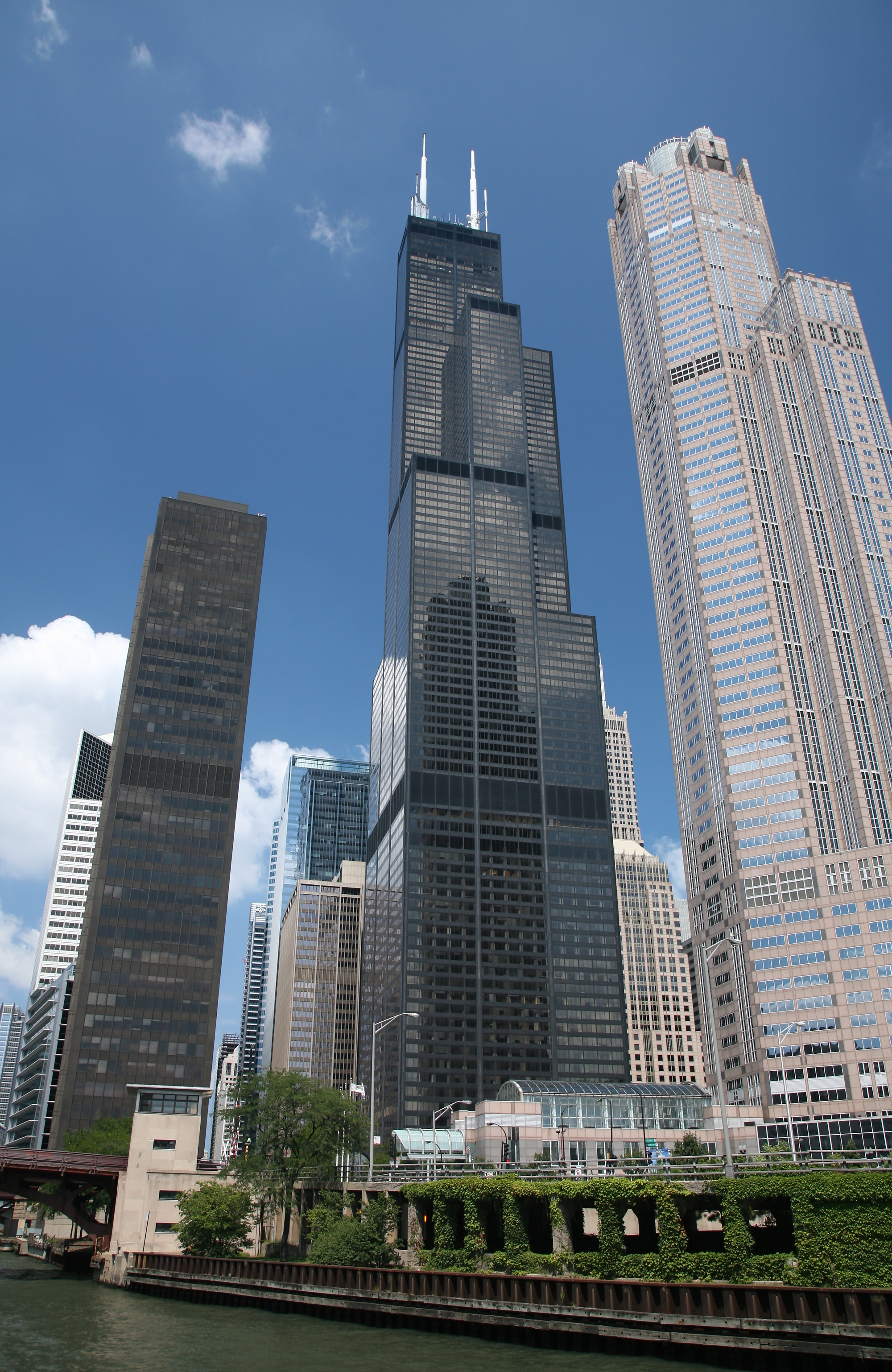
A Willis Tower a Chicago folyóról nézve

### Új tulajdonosok
A Sears cégtől az 1970-es évek közepétől kezdett elpártolni a szerencse. A régi riválisok mellett új és még erősebb óriáscégek jelentek meg, a cég részvényeket vesztett a piacon és a vezetőség egyre óvatosabb lett. A Willis Tower sem váltotta be a társaság reményeit. Az épület félig üresen állt egy évtizedig, mivel az 1980-as években újabb irodákat építettek Chicagóban. Végül a cég kénytelen volt jelzálogba adni a saját nevét viselő épületét. 1992-ben a Sears megkezdte a kiköltözést a toronyból.
1994-ben a Sears a bostoni központú AEW Capital Management nevű cégnek adta el a tornyot, a Metropolitan Life Insurance Company finanszírozásával. Akkor az épület egyharmada volt üres. 1995-re a Sears végleg kiköltözött a toronyból.
1997-ben a torontói TrizecHahn Corp (a CN Tower akkori tulajdonosa) 110 millió dollárért vette meg a tornyot.
2003-ban a Trizec a hitelező MetLife cégnek adta át a tornyot, de 2004-ben ez a társaság is túladott az épületen, amit 840 millió dollárért vettek meg.

### 2001. szeptember 11.
A World Trade Center ikertornyait ért támadások után a Willis Tower, mint pozitív befektetési lehetőség, is megkérdőjelezett lett. A kilátóteraszt azonnal bezárták szeptember 11-én, és csak több mint egy hónappal később, október 29-én nyitották meg újra. A toronyban azonban véglegesen megváltozott minden a tragédia után.
Az egész épületet jelentős biztonsági fejlesztésekkel látták el a terrortámadások hatására. Minden utcai bejáratnál különféle barikádokat helyeztek el, a főbejáratnál fém detektorokat szereltek fel, a liftcsarnok körül pedig elektronikus kapukat. Ezen felül a turistáknak belépéskor be kell jelentkezniük egy biztonsági ellenőrző ponton. Az azonosítatlan személyeket azonnal fegyveres biztonsági őrök kísérik ki a toronyból.

### A torony jövője
2009 februárjában az új tulajdonos bejelentette, hogy az épület ezüstre festését fontolgatják. Az ötlet azért merült fel, mert így a torony kevesebb energiát fogyasztana. A festés 50 millió dollárba kerül. A festésen kívül a tornyon öt éven át tartó felújítást végeznek, mellyel korszerűsítik és energiatakarékosabbá teszik az épületet. A tervek között szerepel napelemek felszerelése és egy 3000 m² alapterületű zöldtető kialakítása.
2007 óta a tulajdonosok egy hotel építését is tervezik a szomszédos telken, ami most egy plázának ad helyet. A torony parkolója is a pláza alatt található. Az épülettulajdonosok állítása szerint a második torony is az eredeti tervek alapján készülne, a város azonban nem engedi meg, hogy egy ilyen magas épületet emeljenek a telekre.

#### Elnevezési jogok
Bár a Sears 1994-ben eladta a tornyot, és 1995-re teljesen elhagyta a felhőkarcolót, 2003-ig az elnevezési jog a cégé maradt. 2009-ben a London központú Willis Group Holdings, Ltd. biztosító ügynökség több, mint 13 000 négyzetméternyi területet bérelt ki az épület különböző emeletein. A cég egyik szóvivője közölte, hogy a bérleti szerződés aláírásával ingyen szerezték meg az elnevezési jogokat. A torony új nevét, a Willis Towert 2009 nyarán kapta meg.

## Skydeck

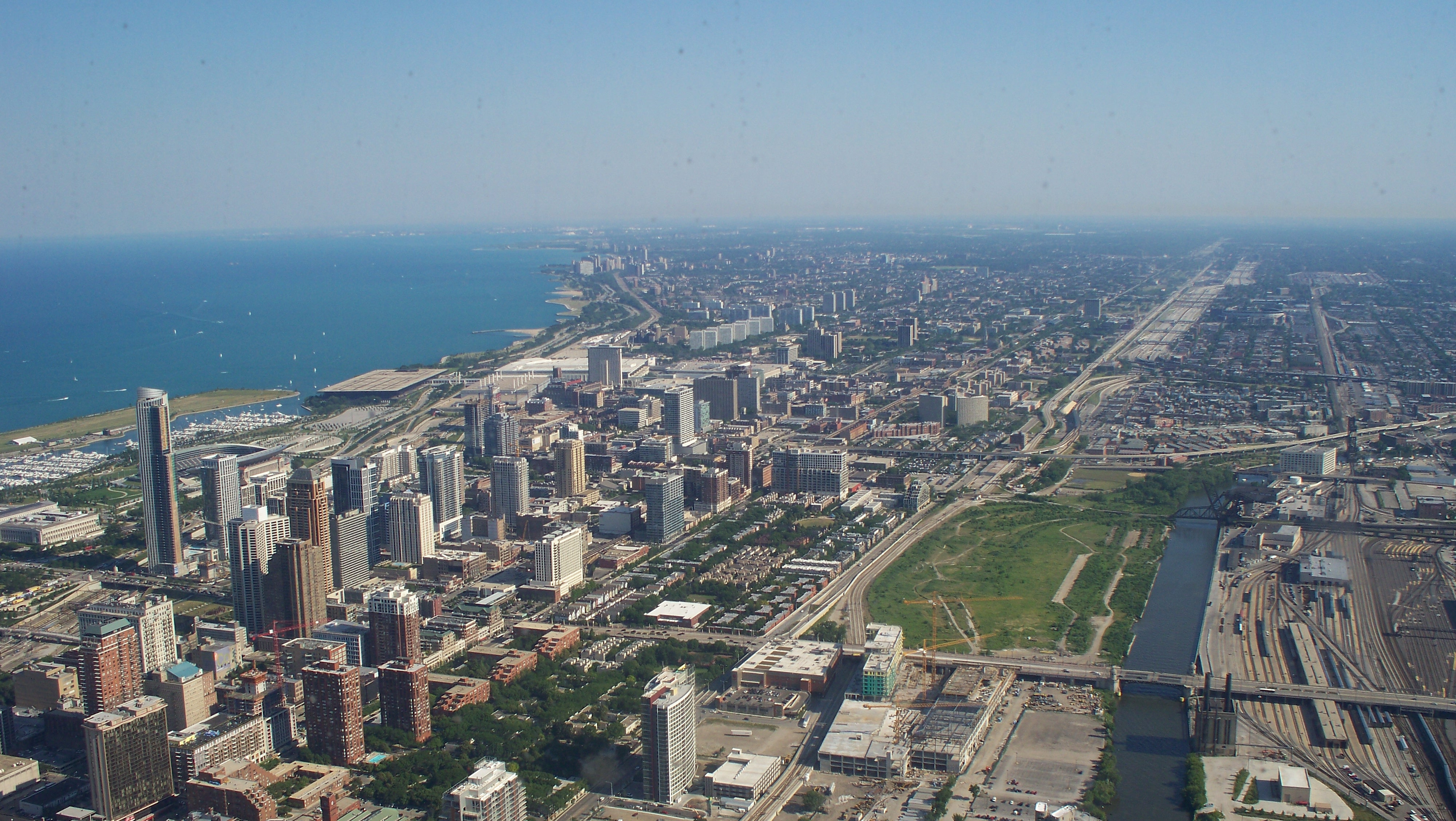
Kilátás a toronyból

A Willis Tower kilátóterasza, a Skydeck, 1974. június 22-én nyílt meg a torony 103. emeletén. 412 m magasan van, és Chicago egyik leghíresebb nevezetessége. Az ide látogatók megtapasztalhatják, mennyire leng ki a torony egy szeles napon. Derűs időben el lehet látni Illinois-on túl is, Indiana, Michigan és Wisconsin államokig. A kilátóba körülbelül 60 másodpercig tart az út két szupergyors lifttel. A Skydecket évente 1,3 millió turista látogatja meg, ami Chicago hetedik leglátogatottabb turistacélpontjává teszi a tornyot.
2009 januárjában jelentős felújításokba kezdtek, többek között egy üvegből épített kiszögellést terveznek építeni, ami 1,22 métert lógna ki a Wacker Drive fölé. Ez lehetővé teszi, hogy a látogató lelásson az utcára, ami 412 m mélyen van a lába alatt. A teljes felújítás júniusban fejeződik be. A 99. emeleten van egy második Skydeck, ez fogad látogatókat, amíg a 103. emeleti zárva van a építkezés miatt. A turisták a torony déli részén, a Jackson Boulevard-on található bejáratot használhatják.
A torony hivatalos címe: 60606 Illinois, Chicago, South Wacker Drive 233.

## Magasság

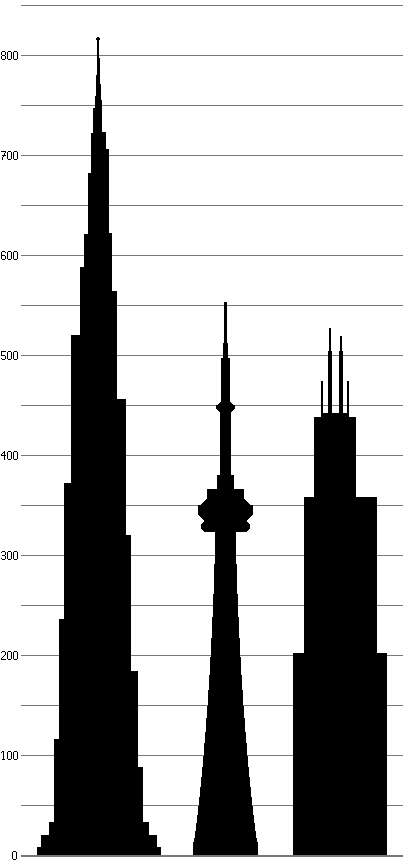
A Burdzs Kalifa, CN Tower és Willis Tower magasságainak összehasonlítása

A Willis Tower jelenleg a második legmagasabb épület Amerikában a One World Trade Center után (541 méter) , a főbejárat járdaszintjétől mért távolsága az antennája tetejéig valaha világrekorder volt. 527 méteres magasságával a kontinens harmadik legmagasabb szabadon álló szerkezete, a torontói CN Tower 26 méterrel előzi meg. Ezen három tornyon kívül a kontinensen nincs még egy épület, ami elérné az 500 méteres magasságot Ha nem vesszük számításba a televízió sugárzásokat biztosító óriási tornyokat mint a KVLY-TV mast  .
Az egész világot tekintve tizennegyedik helyen áll ha csak az épületeket nézzük. A díszítőcsúcsokkal a 451,9 méteres magasságot elérő, 1996-ban elkészült Petronas-ikertorony építtetői követelték a legmagasabb épületnek járó címet a Willis Towertől. A különböző ellentétek miatt nem született egységes megegyezés, és végül négy főkategóriába sorolták az ultramagas építményeket:
- Az épület szerkezeti tetejéig mért magasság
- Az utolsó, még használt emeletig mért magasság
- A tető legmagasabb pontjáig mért magasság
- Az antenna tetejéig mért magasság[29]

Ezen kategóriák közül az elsőben lett végül győztes a Petronas-ikertorony.
A Tajvanban található Taipei 101 2004-ben a négy kategória közül a legtöbben győzedelmeskedett. Az első kategóriabeli magassága meghaladta a Petronas-ikertornyot, a tető legmagasabb pontja és a legmagasabb még elfoglalt emelete pedig túlszárnyalta a Willis Towerét. Így a chicagói épület már csak egyetlen rekordot mondhatott magáénak: antennával mért magassága meghaladta a Taipei 101-ét.
A már elkészült és 2009 szeptemberében átadásra kerülő Burdzs Kalifa minden kategóriában győzedelmeskedett, hiszen az épület elérte a 818 méteres magasságot. Azonban amíg nem volt meg az átadás, addig a rekordokat nem jegyzik be hivatalosan.
Az építés alatt álló One World Trade Center a négy kategória közül csak kettőben előzné meg a Willis Towert. A 610 méter magasra tervezett Chicago Spire felhőkarcoló azonban Amerikán belül minden kategóriában győzedelmeskedne elkészültekor, építése viszont pénzügyi gondok miatt félbeszakadt.
2000-ig azonban nem a Willis Toweré volt a teljes épületmagasság rekordja. 1969 és 1978 között az antennával együtt 457,2 métert elérő John Hancock Center tartotta a csúcsot, a Willis Towert 14,8 méterrel előzte meg. 1978-ban a One World Trade Center tetejére egy 109,3 m hosszú antennát szereltek, amivel a felhőkarcoló átvette a vezetést 526,8 méteres magasságával. 1982-ben a Willis Tower kapott két antennát a tetőre, ami az összmagasságát 520,3 m-re növelte. Ezzel a rivális John Hancock Center-t legyőzte, de a Világkereskedelmi Központ felhőkarcolóját nem. 2000 júniusában a Willis Tower nyugati antennáját megtoldották 7 m-rel, így a torony végül megszerezte a "legmagasabb épület antennával" címet.

## A torony a modern kultúrában
A felhőkarcoló számtalan Chicagóban forgatott filmben szerepel, például a Meglógtam a Ferrarival (Ferris Bueller's Day Off, 1986) vagy A szökevény (The fugutive, 1993).
Televíziósorozatokban a Monk és a Kenan & Kel egy-egy epizódjában, valamint az amerikai Late Night with Conan O’Brien című éjszakai talkshow 2006-os chicagói látogatásakor is feltűnt a torony. A History Channel egy sorozata, a Life After People (Élet az emberek után) egy epizódja azt mutatja be, hogy a Willis Tower, illetve a hozzá hasonló ultramagas építményekkel mi történne az emberi faj kihalása után.

## A torony adatai
Magasság: 442 méter
Antennával együtt: 527 méter
Emeletek száma: 108 (hivatalosan 110, de ebben benne van a liftakna és a tető, de nincs 109. emelet)
Alapterület: 423 624 m2, ebből bérelhető: 353 020 m2
Liftek száma: 104

## Érdekességek

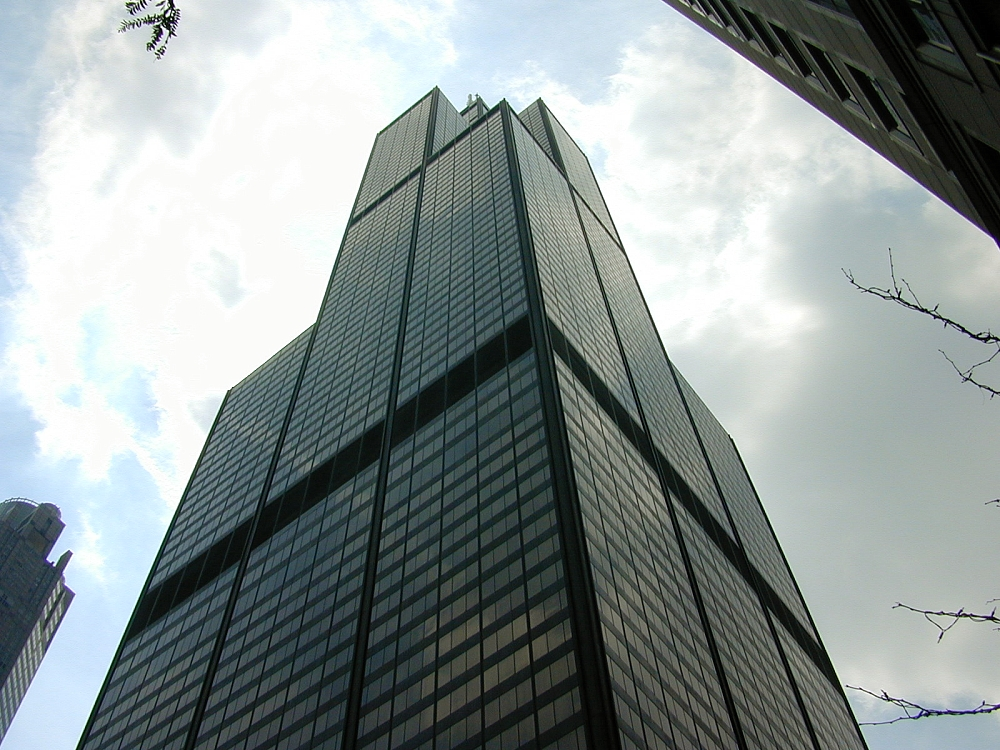
A Willis Tower alulnézetből

- A Willis Tower teteje a legmagasabb pont Illinoisban. Ez a tengerszint feletti 708 m-t jelent, míg a természetes legmagasabb pont a 376 m magas Charles Mound.[39]
- A torony teteje körülbelül 10 cm-t tér ki a függőleges iránytól a kissé aszimmetrikus tervezés miatt. Ezt néha érezni is lehet az épület tetéjén.[23] A terhelés nem egyenletesen oszlik meg az alapon, ez is ennek az aszimmetriának köszönhető.
- Minden egyes vihar során 2–6 alkalommal csap villám a Willis Tower antennájába. Ez évente körülbelül 50–110 villámcsapást jelent.[40]
- A 103. emeleten, az utca szintjétől 412 m-re, található Amerika legmagasabban lévő mosdója.[41]
- 2006. május 23-án a rendőrség letartóztatott Miamiban hét embert azzal a váddal, hogy a torony ellen terrortámadást terveztek.[7]
- A tornyot kétszer mászták meg, először 1981. május 25-én Dan Goodwin, másodszor Alain Robert 1999-ben.[1] Goodwin hét és fél óra alatt érte el a torony tetejét. Robert állítása szerint ez volt élete egyik legnehezebb megmérettetése, mivel az utolsó 20 emelet ablakai csúszóssá váltak a köd miatt. A torony tetején mindkettejüket letartóztatták birtokháborítás vádjával.[42]